# Leichtathletik-Weltmeisterschaften 2015/Weitsprung der Frauen
Der Weitsprung der Frauen bei den Leichtathletik-Weltmeisterschaften 2015 wurde am 27. und 28. August 2015 im Nationalstadion der chinesischen Hauptstadt Peking ausgetragen.
Ihren zweiten WM-Titel nach 2005 errang die US-Amerikanerin Tianna Bartoletta, die bei den Olympischen Spielen 2012 auch Mitglied der siegreichen 4-mal-100-Meter-Staffel ihres Landes war. Silber ging an die Britin Shara Proctor. Wie bei den letzten Weltmeisterschaften gewann die serbische Vizeeuropameisterin von 2014 Ivana Španović die Bronzemedaille.

## Bestehende Rekorde
| Weltrekord               | Galina Tschistjakowa | 7,52 m | Leningrad, Sowjetunion (heute Russland) | 11. Juni 1988     |
| Weltmeisterschaftsrekord | Jackie Joyner-Kersee | 7,36 m | WM in Rom, Italien                      | 4. September 1987 |

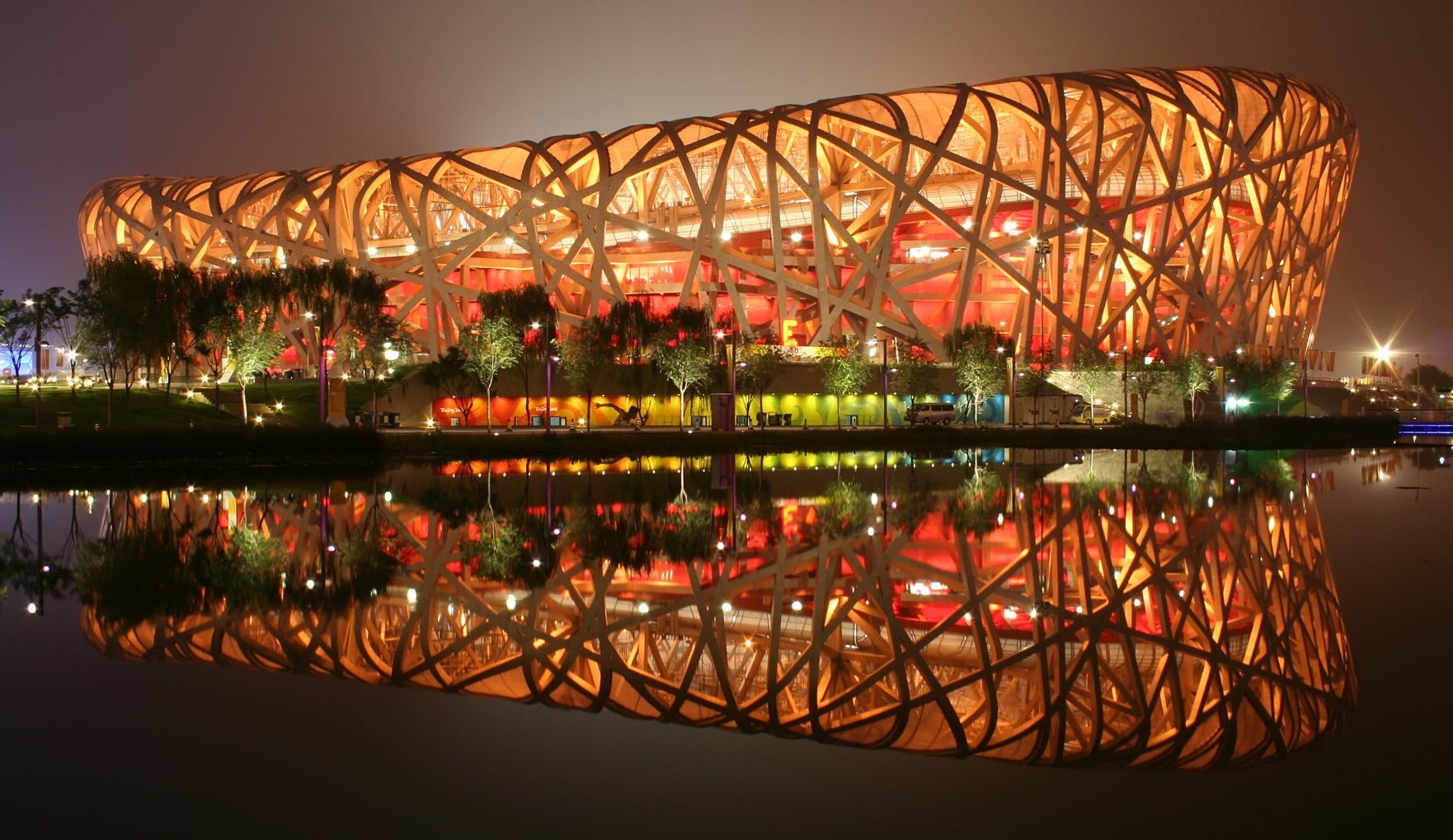
Das Nationalstadion Peking während der Weltmeisterschaften

Der bereits seit 1987 bestehende WM-Rekord blieb auch bei diesen Weltmeisterschaften unerreicht.
Es gab eine Weltjahresbestleistung und drei einen Landesrekorde.
- Weltjahresbestleistung:
  - 7,14 m – Tianna Bartoletta (USA), Finale, 28. August bei einem Rückenwind von 1,2 m/s.
- Landesrekorde:
  - 6,91 m – Ivana Španović (Serbien), Qualifikation, Gruppe A, 27. August bei einem Rückenwind von 0,7 m/s.
  - 7,01 m – Ivana Španović (Serbien), Finale, 28. August bei einem Rückenwind von 0,8 m/s.
  - 7,07 m – Shara Proctor (Großbritannien), Finale, 28. August bei einem Rückenwind von 0,4 m/s.

## Windbedingungen
In den folgenden Ergebnisübersichten sind die Windbedingungen zu den einzelnen Sprüngen benannt. Der erlaubte Grenzwert liegt bei zwei Metern pro Sekunde. Bei stärkerer Windunterstützung wird die Weite für den Wettkampf gewertet, findet jedoch keinen Eingang in Rekord- und Bestenlisten.
Bei diesen Weltmeisterschaften gab es weder in  der Qualifikation noch im Finale einen Sprung mit unzulässiger Windunterstützung.

## Legende
Kurze Übersicht zur Bedeutung der Symbolik – so üblicherweise auch in sonstigen Veröffentlichungen verwendet:
| – | verzichtet |
| x | ungültig   |

## Qualifikation
27. August 2015, 10:20 Uhr Ortszeit (4:20 Uhr MESZ)
Die Qualifikation wurde in zwei Gruppen durchgeführt. Die Qualifikationsweite für den direkten Finaleinzug betrug 6,75 m. Da nur sechs Springerinnen diese Weite übertrafen (hellblau unterlegt), wurde das Finalfeld mit den nächstbesten Athletinnen beider Gruppen auf insgesamt zwölf Teilnehmerinnen aufgefüllt (hellgrün unterlegt). So reichten schließlich 6,68 m aus, um im Finale dabei zu sein.

### Gruppe A
| Platz | Name                      | Nation         | Resultat (m) | 1. Versuch (m) Wind (m/s) | 2. Versuch (m) Wind (m/s) | 3. Versuch (m) Wind (m/s) |
| 01    | Ivana Španović            | Serbien        | 6,91 / +0,7  | –                         | –                         | 6,91 NR                   |
| 02    | Katarina Johnson-Thompson | Großbritannien | 6,54 / ±0,0  | 6,79 / +0,2               | –                         | 6,79                      |
| 03    | Tianna Bartoletta         | USA            | 6,71 / +0,5  | 6,66 / +0,3               | 6,71 / +0,1               | 6,71                      |
| 04    | Darja Klischina           | Russland       | 6,71 / +1,5  | x                         | x                         | 6,71                      |
| 05    | Erica Jarder              | Schweden       | 6,70 / +0,4  | x                         | 6,53 / +0,2               | 6,70                      |
| 06    | Wolha Sudarawa            | Belarus        | x            | 6,65 / +0,4               | 6,48 / −0,1               | 6,65                      |
| 07    | Brooke Stratton           | Australien     | 6,57 / ±0,0  | 6,55 / +0,4               | 6,64 / +0,5               | 6,64                      |
| 08    | Jana Velďáková            | Slowakei       | 6,40 / +0,5  | x                         | 6,56 / +0,3               | 6,56                      |
| 09    | Kristina Hryschutina      | Ukraine        | 6,53 / +0,4  | 6,28 / −0,1               | x                         | 6,53                      |
| 10    | Jasmine Todd              | USA            | x            | 6,26 / −0,2               | 6,52 / −0,1               | 6,52                      |
| 11    | Aiga Grabuste             | Lettland       | x            | 6,48 / −0,1               | x                         | 6,48                      |
| 12    | Jelena Sokolowa           | Russland       | 6,31 / +0,4  | x                         | 6,44 / ±0,0               | 6,44                      |
| 13    | Sosthene Moguenara        | Deutschland    | x            | x                         | 6,23 / +                  | 6,23                      |
| 14    | Paola Mautino             | Peru           | 6,15 / +0,9  | 6,03 / +0,5               | 5,80 / ±0,0               | 6,15                      |
| NM    | Eliane Martins            | Brasilien      | x            | x                         | x                         | ogV                       |
| NM    | Florentina Marincu        | Rumänien       | x            | x                         | x                         | ogV                       |
| NM    | María del Mar Jover       | Spanien        | x            | x                         | x                         | ogV                       |

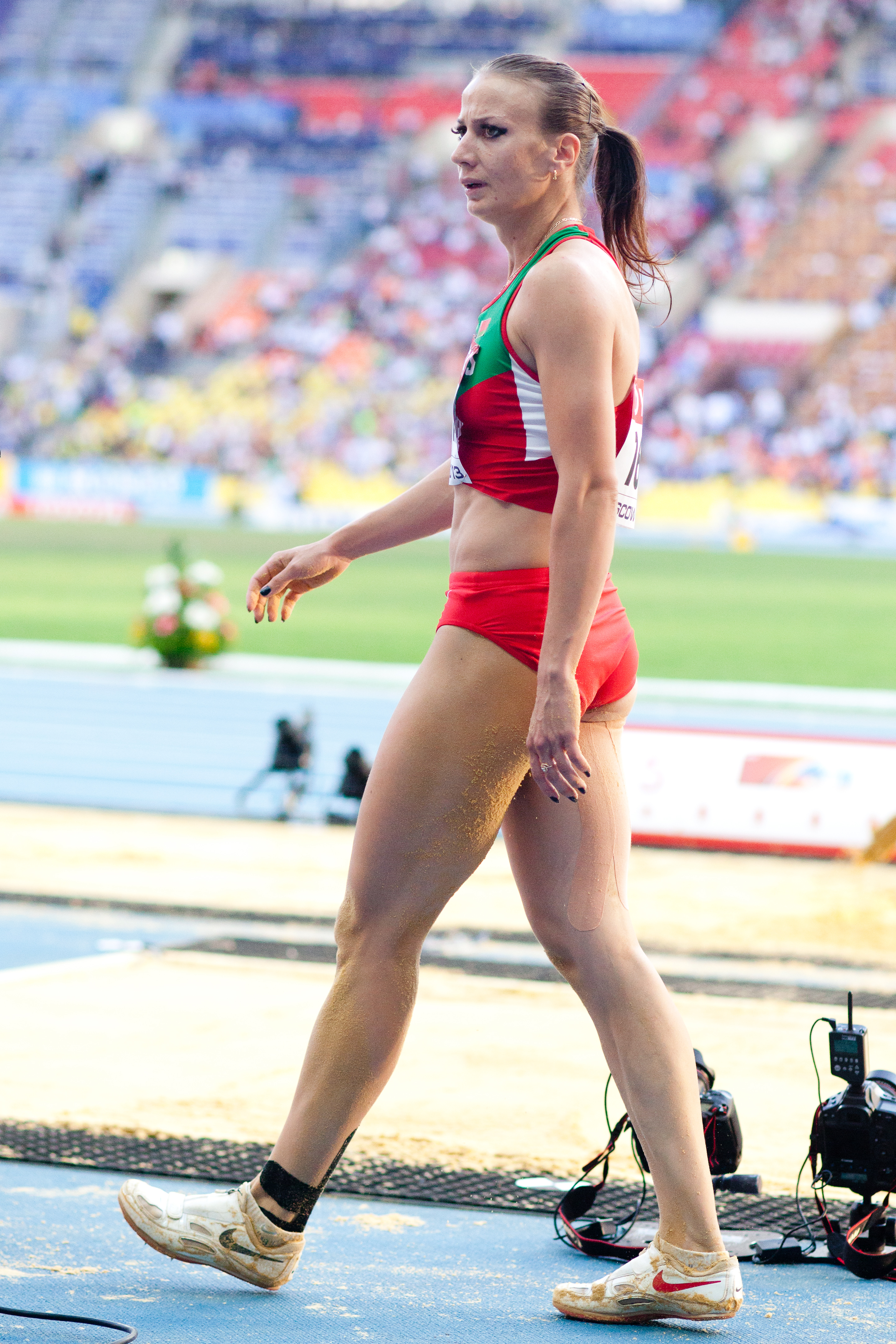
Wolha Sudarawa – ausgeschieden als Sechste mit 6,65 m

In Qualifikationsgruppe A ausgeschiedene Weitspringerinnen:

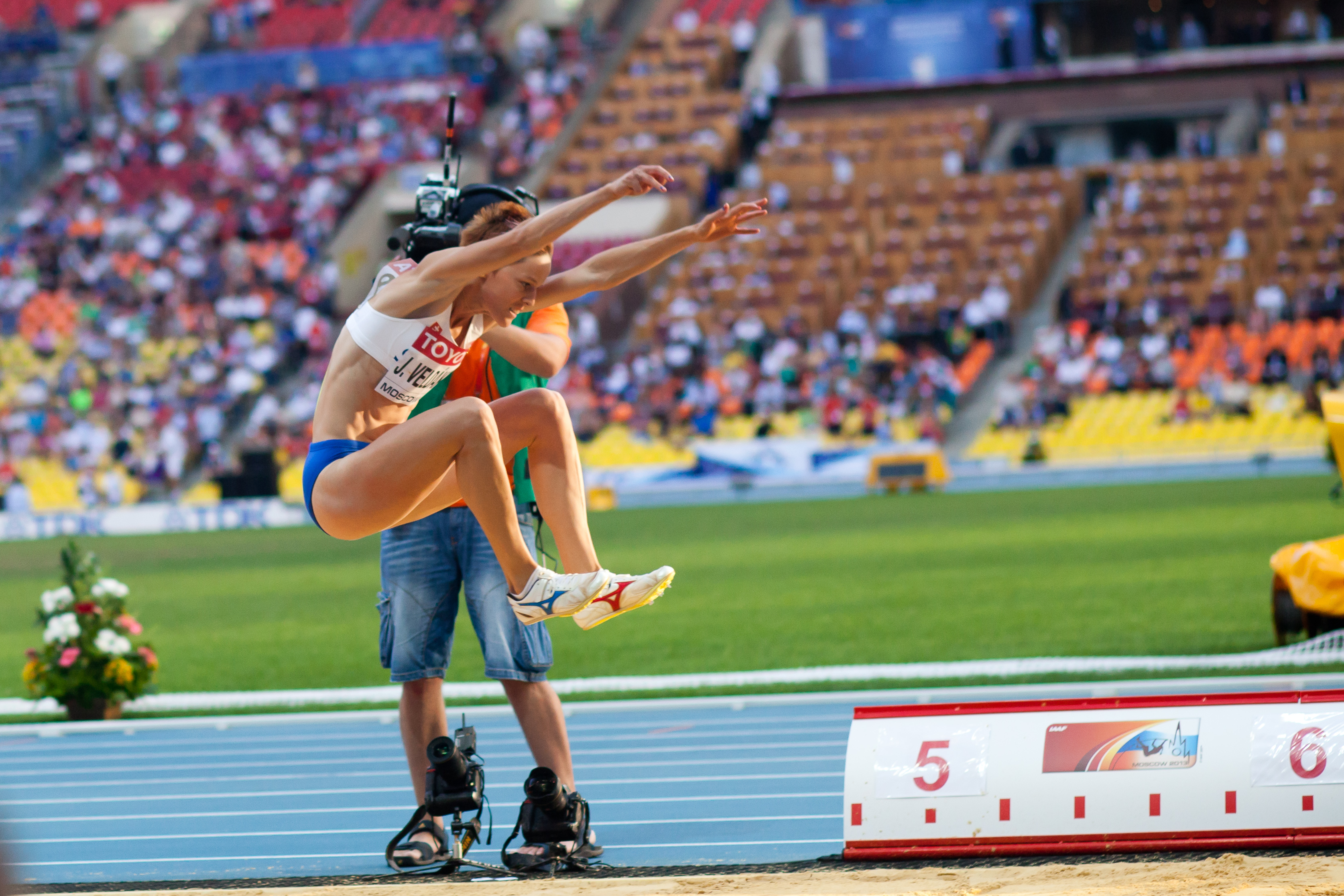
Jana Velďáková Rang acht mit 6,56 m
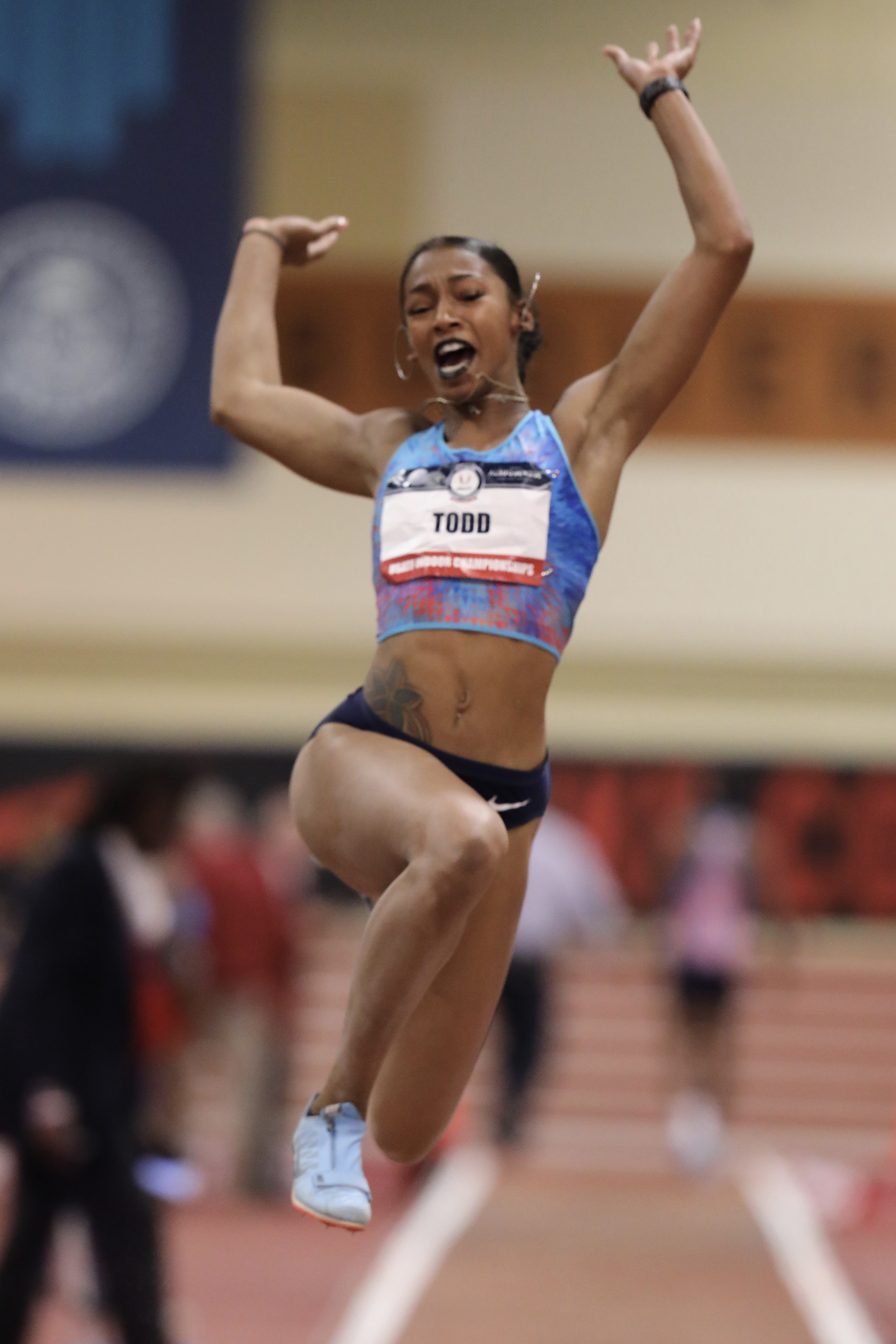
Jasmine Todd Rang zehn mit 6,52 m
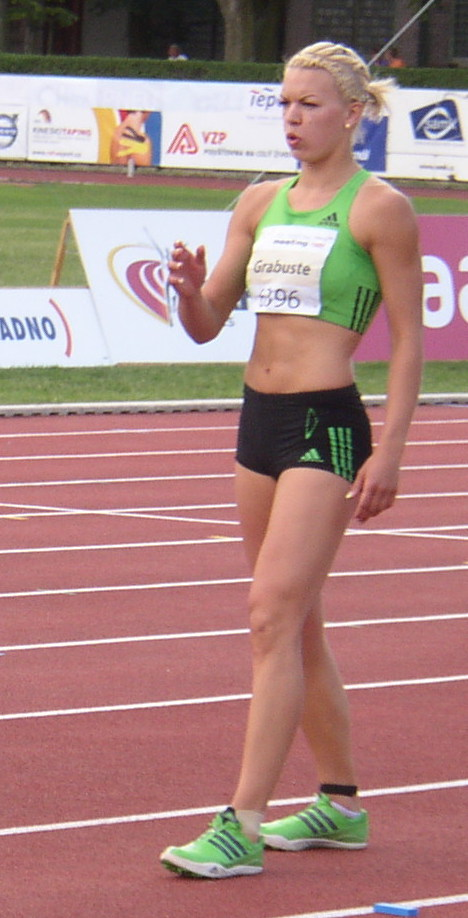
Aiga Grabuste Rang elf mit 6,48 m
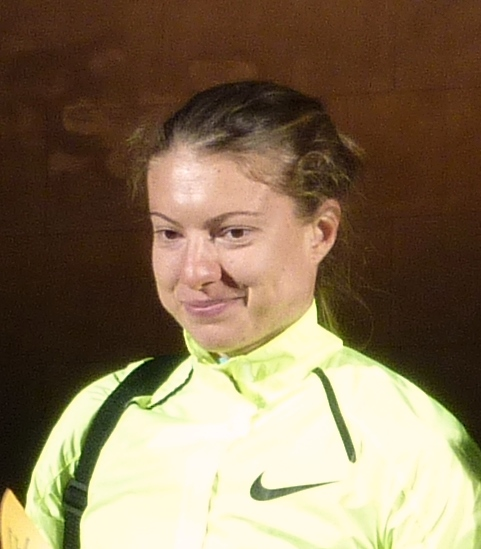
Jelena Sokolowa Rang zwölf mit 6,44 m
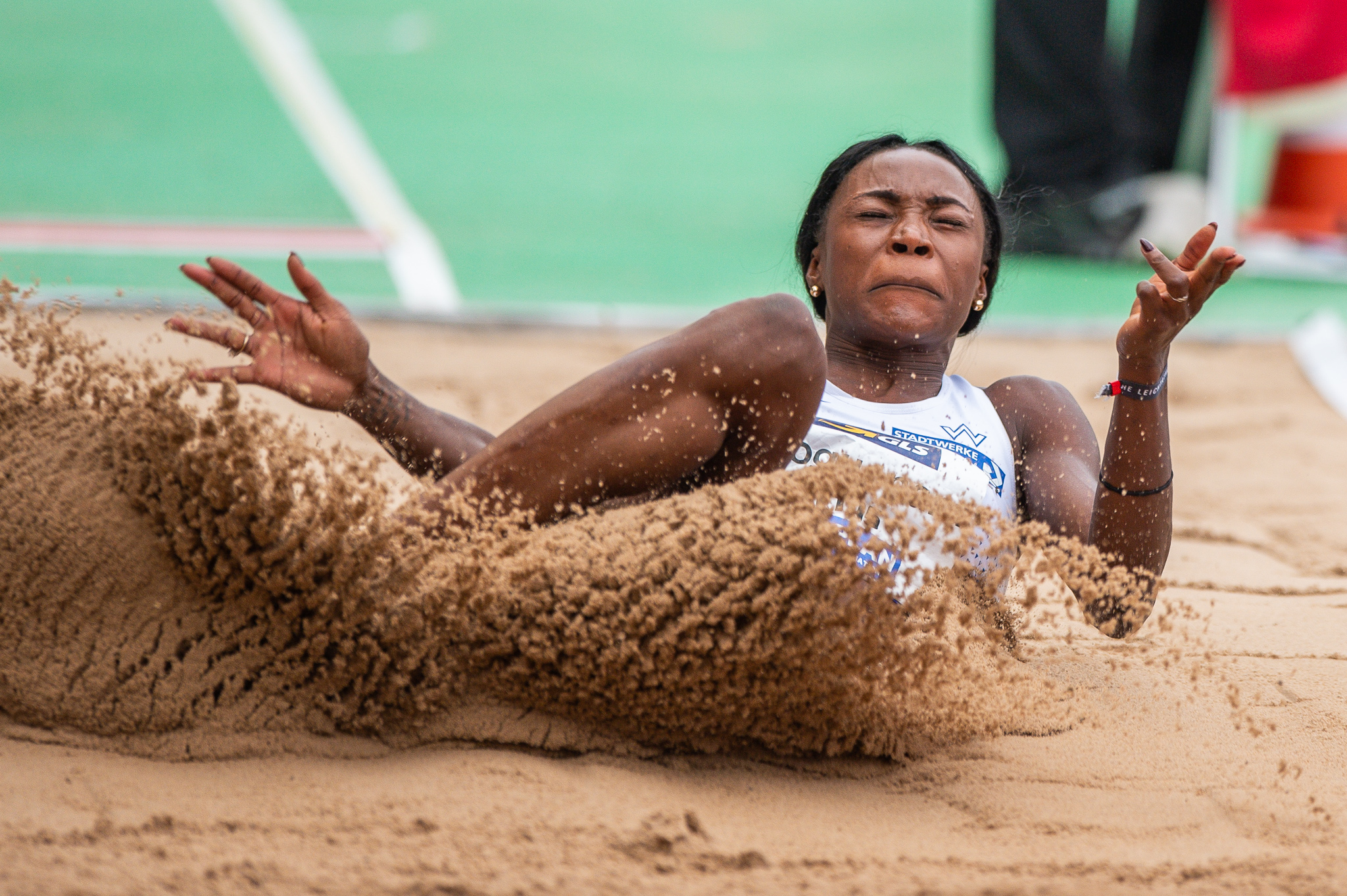
Sosthene Moguenara Rang dreizehn mit 6,23 m

### Gruppe B
| Platz | Athletin                      | Land                     | 1. Versuch  | 2. Versuch  | 3. Versuch  | Weite (m) |
| ----- | ----------------------------- | ------------------------ | ----------- | ----------- | ----------- | --------- |
| 01    | Lorraine Ugen                 | Großbritannien           | 6,29 / +0,2 | 6,61 / +0,5 | 6,87 / +0,1 | 6,87      |
| 02    | Malaika Mihambo               | Deutschland              | 6,84 / +0,2 | –           | –           | 6,84      |
| 03    | Christabel Nettey             | Kanada                   | 6,68 / ±0,0 | 6,52 / ±0,0 | 6,79 / −0,1 | 6,79      |
| 04    | Nastassja Mirontschyk-Iwanowa | Belarus                  | 6,71 / +1,3 | 6,76 / +0,1 | –           | 6,76      |
| 05    | Khaddi Sagnia                 | Schweden                 | 6,53 / +0,1 | 6,54 / ±0,0 | 6,71 / −0,2 | 6,71 SB   |
| 06    | Shara Proctor                 | Großbritannien           | 6,67 / +0,3 | 6,68 / +0,5 | 6,57 / ±0,0 | 6,67      |
| 07    | Janay DeLoach                 | USA                      | 6,27 / +0,8 | 6,65 / +0,4 | 6,68 / −0,3 | 6,68      |
| 08    | Alina Rotaru                  | Rumänien                 | 6,45 / +0,5 | 6,58 / +0,1 | 6,43 / ±0,0 | 6,58      |
| 09    | Julija Pidluschnaja           | Russland                 | 6,51 / +0,4 | x           | 6,57 / −0,2 | 6,57      |
| 10    | Chantel Malone                | Britische Jungferninseln | 6,22 / +0,1 | 6,46 / +0,1 | 6,10 / −0,3 | 6,46      |
| 11    | Lena Malkus                   | Deutschland              | x           | 6,46 / +0,3 | 3,99 / −0,1 | 6,46      |
| 12    | Brittney Reese                | USA                      | 6,39 / +1,1 | 6,23 / +0,1 | 6,17 / −0,3 | 6,39      |
| 13    | Bianca Stuart                 | Bahamas                  | 6,34 / +0,3 | 6,31 / ±0,0 | x           | 6,34      |
| 14    | Keila Costa                   | Brasilien                | 6,32 / +0,2 | x           | x           | 6,32      |
| 15    | Tânia da Silva                | Brasilien                | 6,16 / +0,7 | 6,18 / +0,1 | 6,08 / −0,1 | 6,18      |
| 16    | Lu Minjia                     | Volksrepublik China      | 6,01 / +0,2 | x           | 6,01 / −0,2 | 6,01      |
| 17    | Clàudia Gurí Moreno           | Andorra                  | 5,46 / +0,4 | 5,59 / +0,2 | 5,33 / ±0,0 | 5,59      |

In Qualifikationsgruppe B ausgeschiedene Weitspringerinnen:

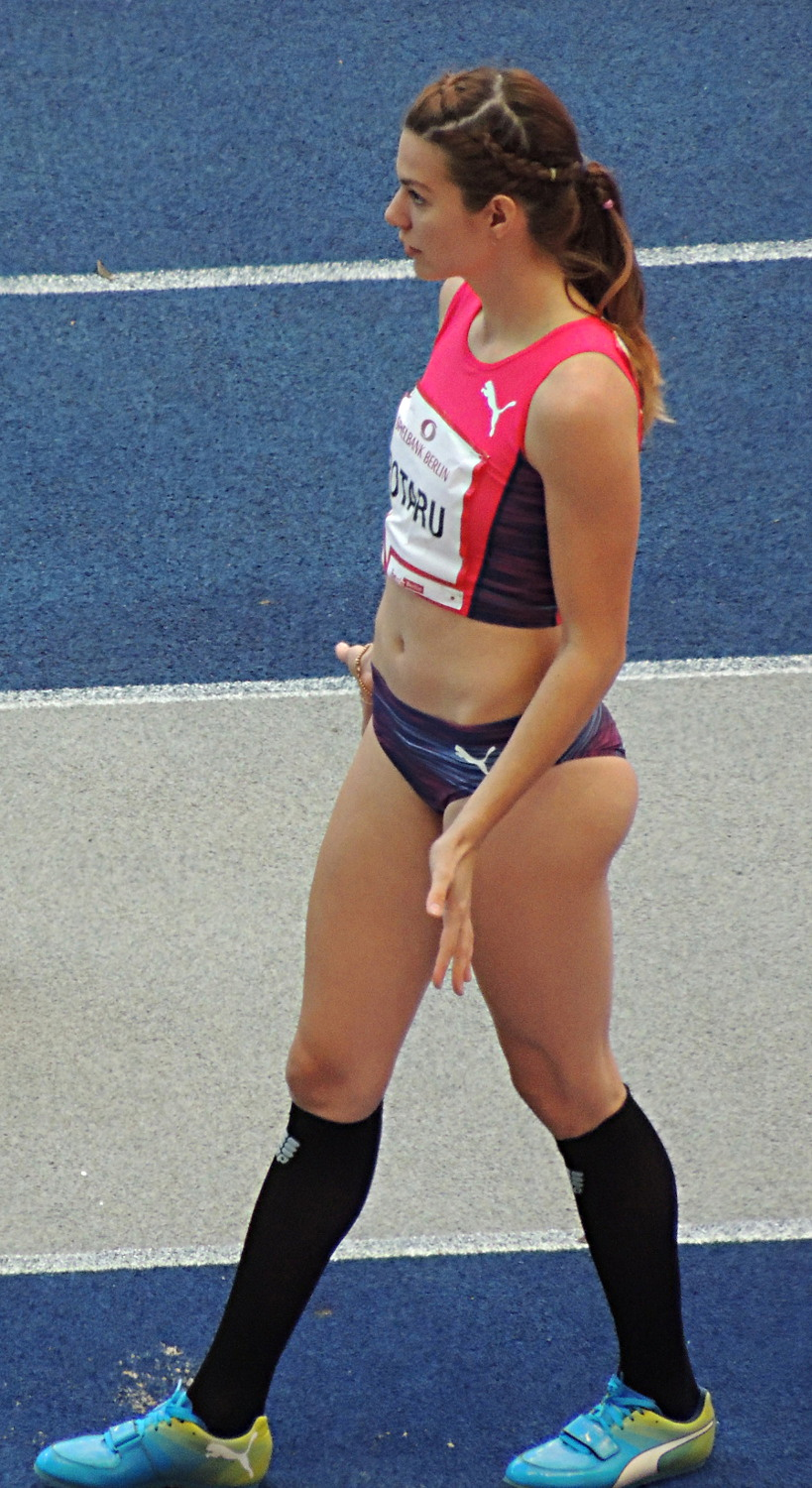
Alina Rotaru Rang acht mit 6,58 m
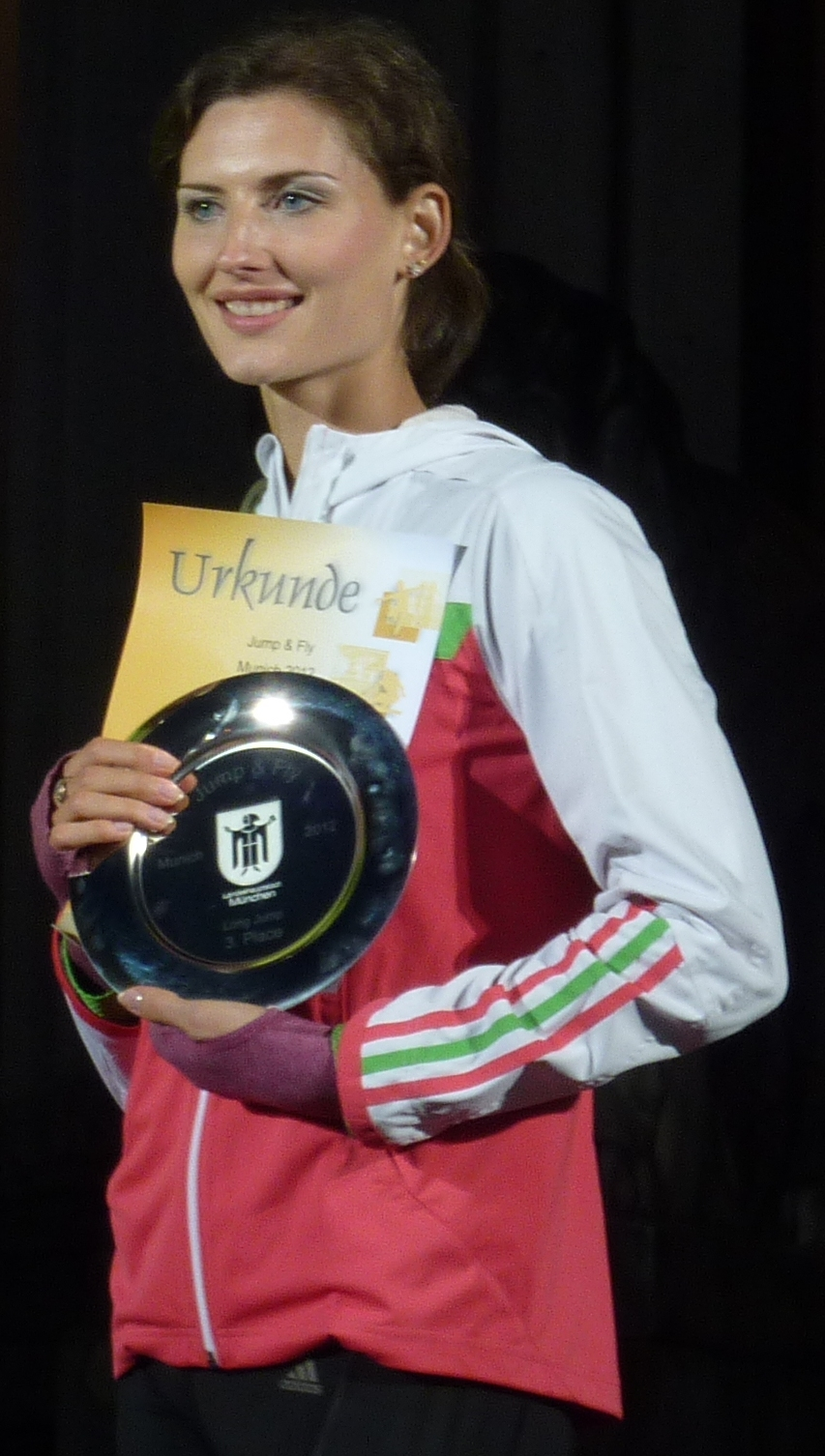
Julija Pidluschnaja Rang neun mit 6,57 m
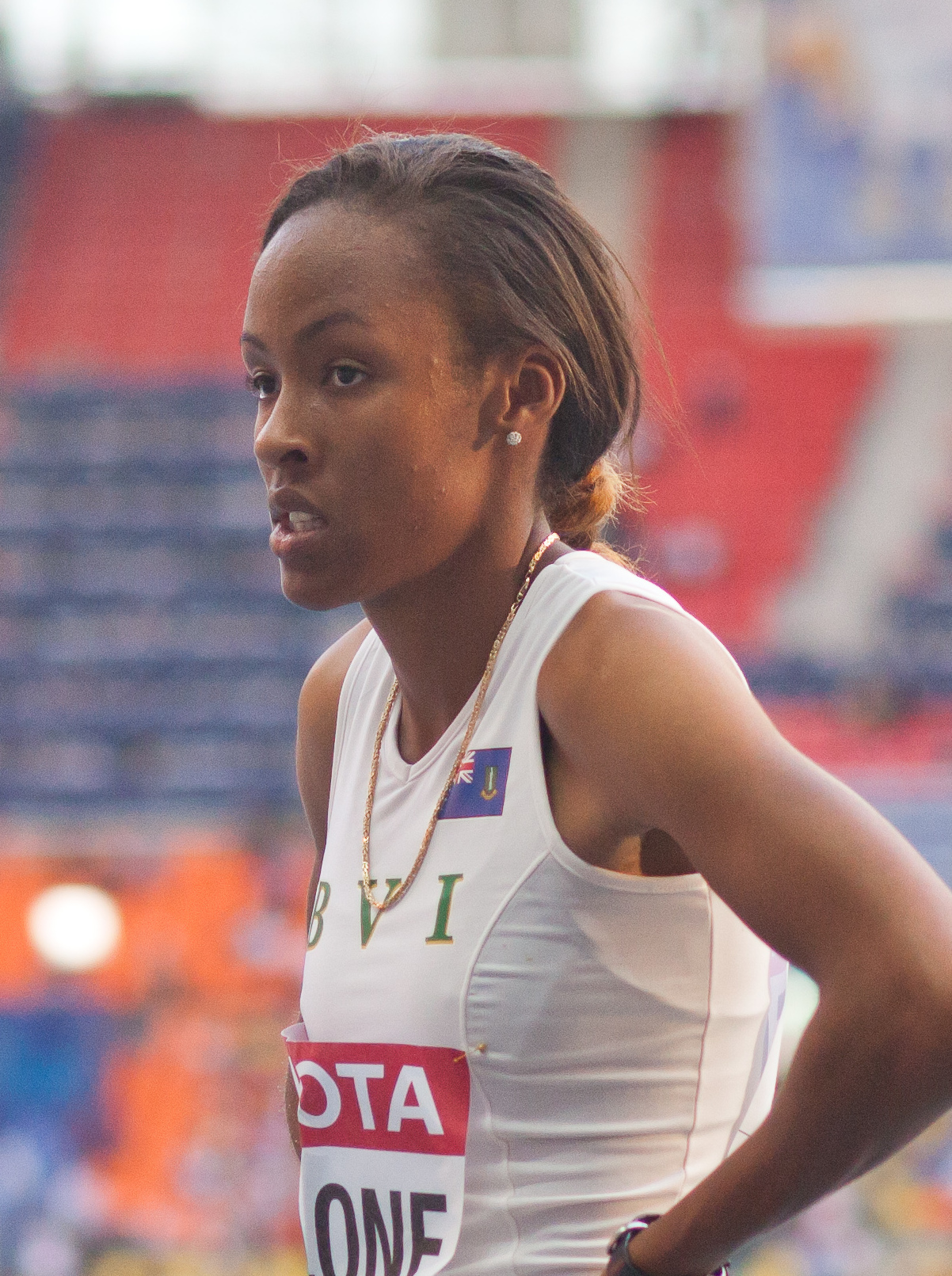
Chantel Malone Rang zehn mit 6,46 m

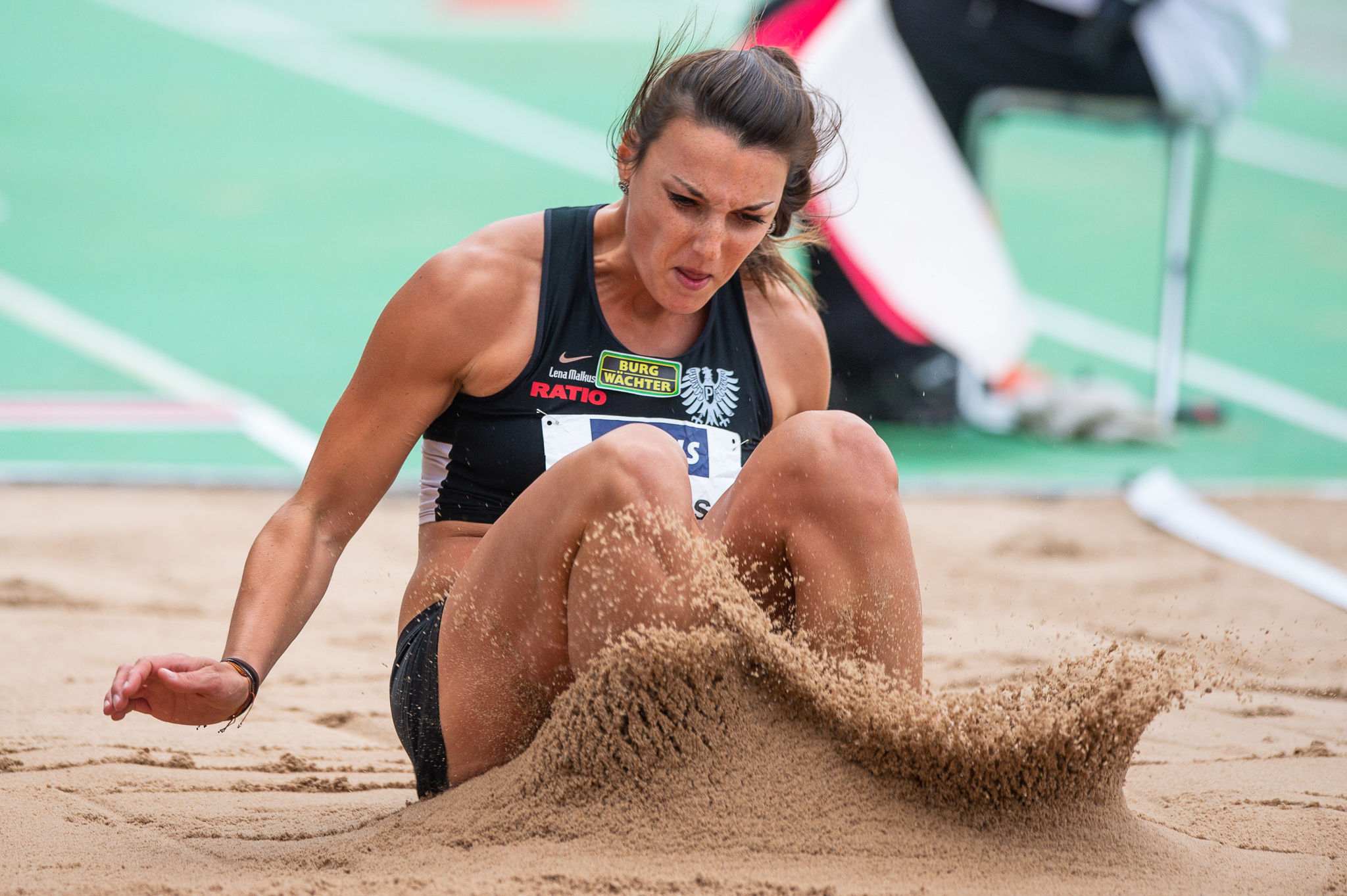
Lena Malkus Rang elf mit 6,46 m
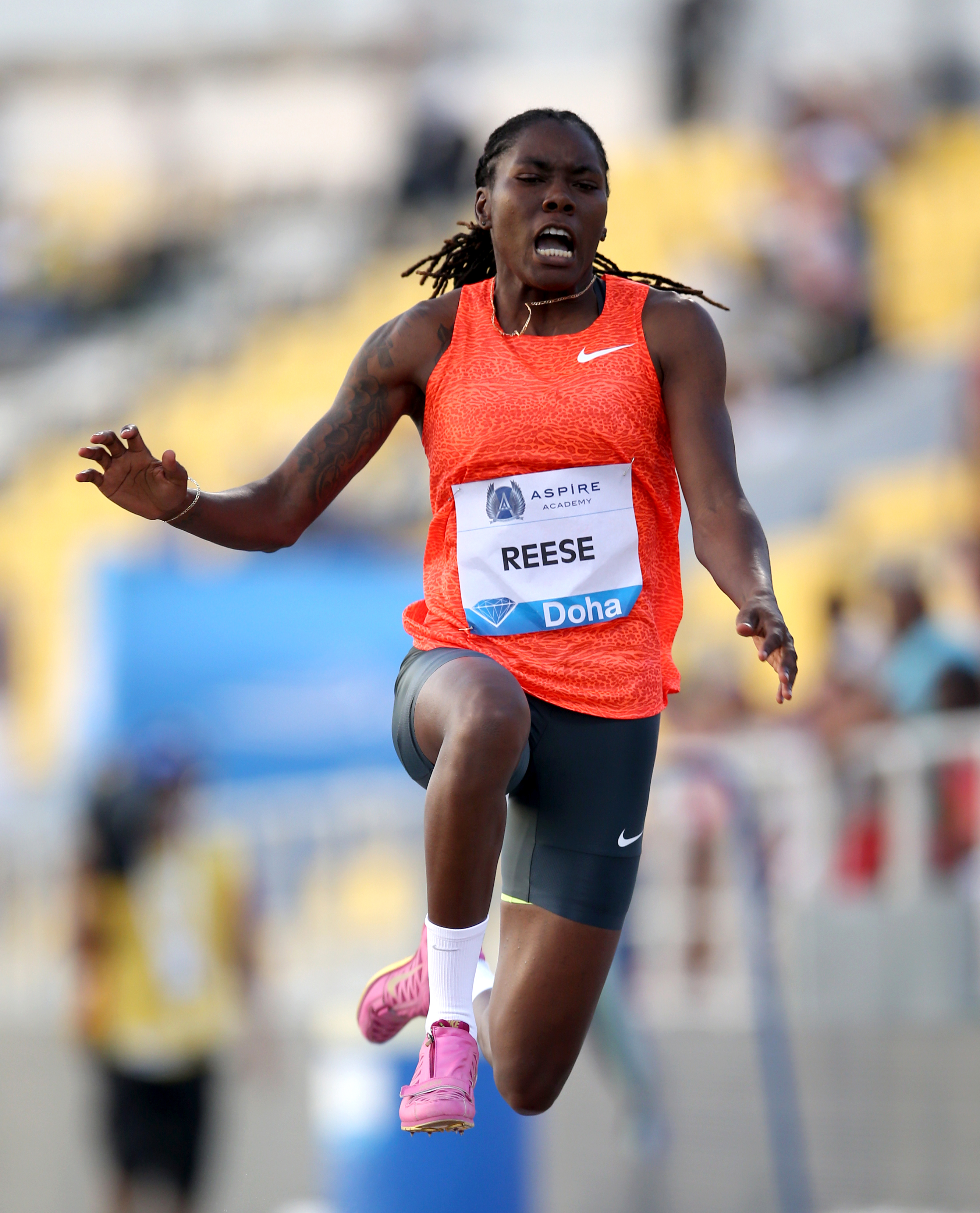
Brittney Reese, dreifache Weltmeisterin (2009/2011/2013) und aktuelle Olympiasiegerin – Rang zwölf mit 6,39 m
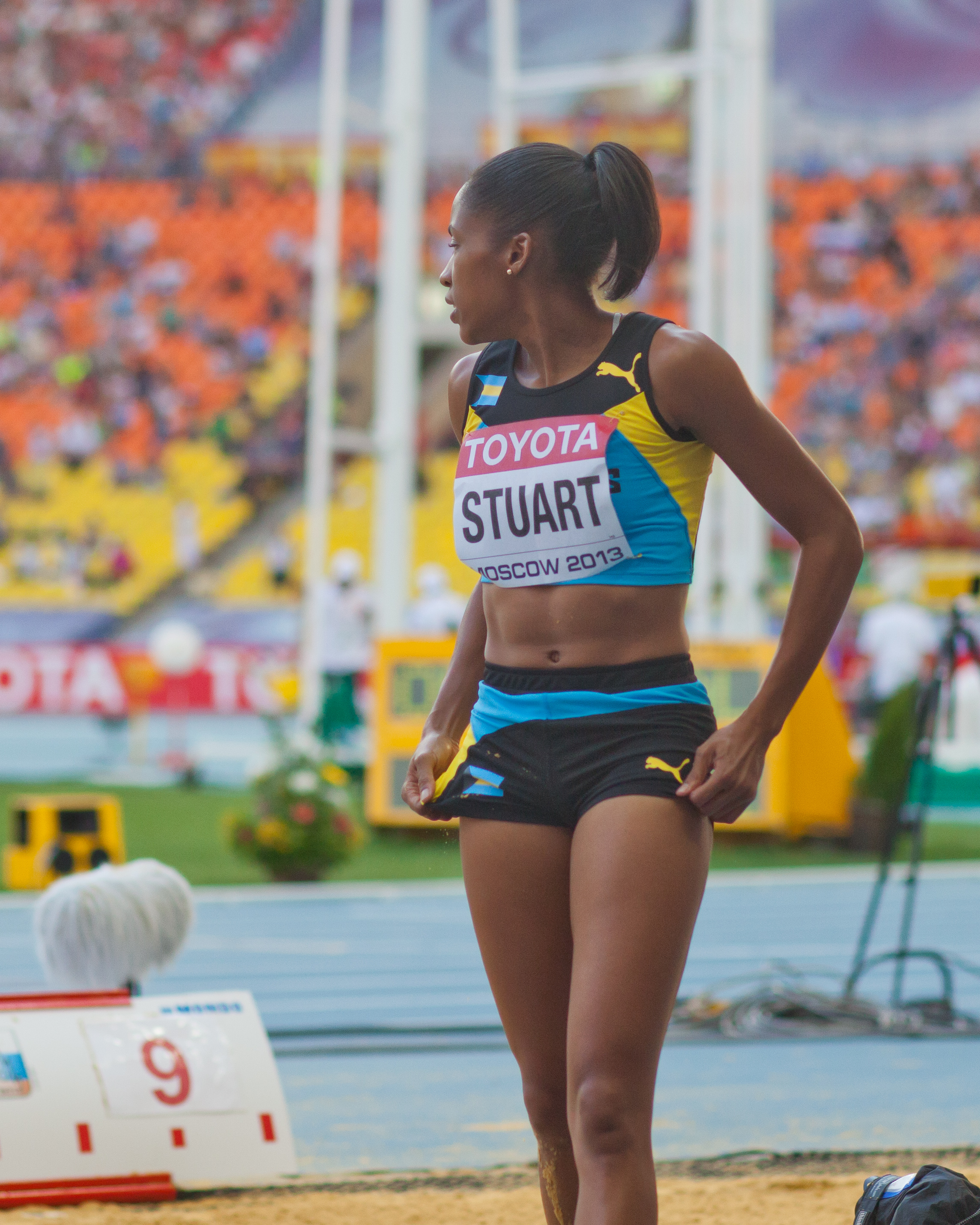
Bianca Stuart Rang dreizehn mit 6,34 m
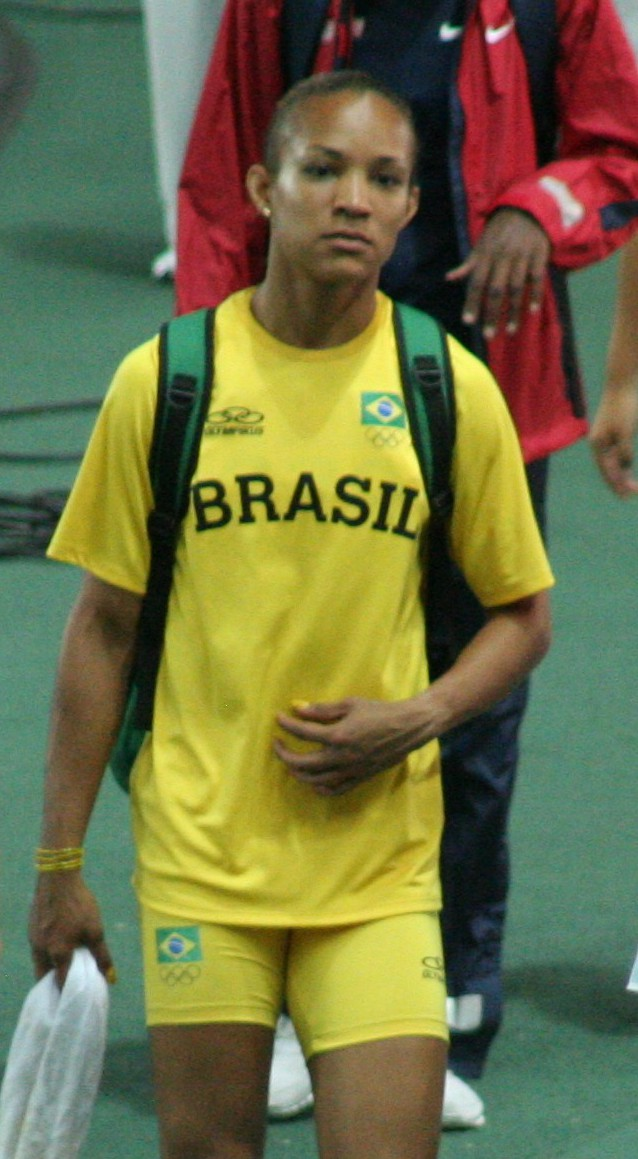
Keila Costa Rang vierzehn mit 6,32 m

## Finale
28. August 2015, 19:50 Uhr Ortszeit (13:50 Uhr MESZ)
Die Weitsprungsiegerin der beiden letzten Weltmeisterschaften 2011/2013 und Olympiasiegerin von 2012 Brittney Reese aus den USA war mit für sie schwachen 6,39 m bereits in der Qualifikation gescheitert. Die russische Olympiazweite Jelena Sokolowa war zwar fünf Zentimeter weiter gesprungen als Reese, doch auch sie erreichte damit nicht das Finale. Nicht angetreten war die französische Doppeleuropameisterin von 2012 und 2014 Éloyse Lesueur. So blieben als Favoritinnen vor allem die WM-Dritte von 2013 und Vizeeuropameisterin von 2014 Ivana Španović aus Serbien, die US-amerikanische Olympiadritte Janay DeLoach und ihre Landsfrau Tianna Bartoletta sowie die britische WM-Fünfte von 2013 Shara Proctor übrig. Auch die belarussische Vierte der letzten Weltmeisterschaften hatte mit 6,39 m die Qualifikation nicht überstanden.
Im ersten Durchgang gelang Španović mit 7,01 m gleich ein Sprung über die 7-Meter-Marke, mit dem sie die Führung übernahm. Gleichzeitig hatte sie einen neuen serbischen Landesrekord aufgestellt. Hinter ihr lag mit guten 6,95 m die Kanadierin Christabel Nettey. An dieser Reihenfolge änderte sich in Runde zwei nichts, allerdings zog Bartoletta nach einem ungültigen ersten Sprung jetzt mit Netteys Weite gleich und Proctor positionierte sich mit 6,87 m auf Rang vier. Nur zwei Zentimeter dahinter lag jetzt Proctors Landsfrau Lorraine Ugen. In ihrem dritten Versuch stellte Proctor mit 7,07 m einen neuen britischen Landesrekord auf und verdrängte damit Španović von der Spitze. Vor den drei Finaldurchgängen mit den besten acht Athletinnen führte Proctor. Zweite war Španović vor Bartoletta, Nettey und Ugen. Die Deutsche Malaika Mihambo lag mit 6,79 m aus Runde zwei auf dem sechsten Platz.
In den Durchgängen vier und fünf änderte sich nichts an dieser Reihenfolge. Proctor übertraf dabei mit 7,01 m ein weiteres Mal die 7-Meter-Marke, was jedoch keine Verbesserung für sie bedeutete. In der Schlussrunde gab es noch zwei weitere 7-Meter-Sprünge. Zunächst erzielte Bartoletta 7,14 m und setzte sich damit an die Spitze. Dies bedeutete gleichzeitig eine neue Weltjahresbestleistung. Dann gelangen Španović 7,01 m, womit sie ihre Weite aus dem ersten Durchgang egalisierte. Damit war die Entscheidung gefallen. Tianna Bartoletta war die neue Weltmeisterin, Shara Proctor hatte Silber, Ivana Španović Bronze gewonnen. Vierte wurde Christabel Nettey vor Lorraine Ugen und Malaika Mihambo.
| Platz | Athletin                      | Land           | 1. Versuch  | 2. Versuch  | 3. Versuch  | 4. Versuch                                    | 5. Versuch                                    | 6. Versuch                                    | Weite (m) |
| ----- | ----------------------------- | -------------- | ----------- | ----------- | ----------- | --------------------------------------------- | --------------------------------------------- | --------------------------------------------- | --------- |
|       | Tianna Bartoletta             | USA            | x           | 6,95 / +1,3 | 6,87 / +0,1 | 6,62 / +1,3                                   | 6,94 / +0,6                                   | 7,14 / +1,2                                   | 7,14 WL   |
|       | Shara Proctor                 | Großbritannien | x           | 6,87 / +0,9 | 7,07 / +0,4 | 7,01 / +0,6                                   | x                                             | x                                             | 7,07 NR   |
|       | Ivana Španović                | Serbien        | 7,01 / +0,8 | x           | x           | 6,86 / +0,9                                   | 6,98 / +1,0                                   | 7,01 / +0,6                                   | 7,01 NR   |
| 04    | Christabel Nettey             | Kanada         | 6,95 / +0,9 | 6,85 / +1,0 | x           | 6,69 / +0,8                                   | 6,84 / +0,9                                   | x                                             | 6,95      |
| 05    | Lorraine Ugen                 | Großbritannien | x           | 6,85 / +0,7 | 6,73 / +1,0 | x                                             | x                                             | x                                             | 6,85      |
| 06    | Malaika Mihambo               | Deutschland    | x           | 6,79 / +0,3 | x           | x                                             | 6,60 / +0,4                                   | –                                             | 6,79      |
| 07    | Khaddi Sagnia                 | Schweden       | x           | 6,67 / +1.1 | 6,56 / +0,7 | 6,40 / −0,7                                   | 6,78 / +1,3                                   | 5,05 / +0,8                                   | 6,78 PB   |
| 08    | Janay DeLoach                 | USA            | 6,67 / +0,6 | x           | 6,64 / +1,2 | 6,53 / +0,5                                   | x                                             | x                                             | 6,67      |
| 09    | Nastassja Mirontschyk-Iwanowa | Belarus        | 6,66 / +0,6 | x           | 6,53 / +0,6 | nicht im Finale der besten acht Springerinnen | nicht im Finale der besten acht Springerinnen | nicht im Finale der besten acht Springerinnen | 6,66      |
| 10    | Darja Klischina               | Russland       | 6,60 / +0,6 | 6,65 / +1,2 | 6,50 / +0,6 | nicht im Finale der besten acht Springerinnen | nicht im Finale der besten acht Springerinnen | nicht im Finale der besten acht Springerinnen | 6,65      |
| 11    | Katarina Johnson-Thompson     | Großbritannien | 6,63 / +1,4 | x           | 6,63 / +0,6 | nicht im Finale der besten acht Springerinnen | nicht im Finale der besten acht Springerinnen | nicht im Finale der besten acht Springerinnen | 6,63      |
| 12    | Erica Jarder                  | Schweden       | x           | x           | 6,48 / +0,4 | nicht im Finale der besten acht Springerinnen | nicht im Finale der besten acht Springerinnen | nicht im Finale der besten acht Springerinnen | 6,48      |

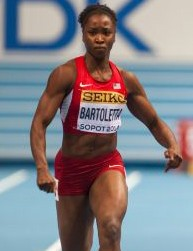
Weltmeisterin Tianna Bartoletta
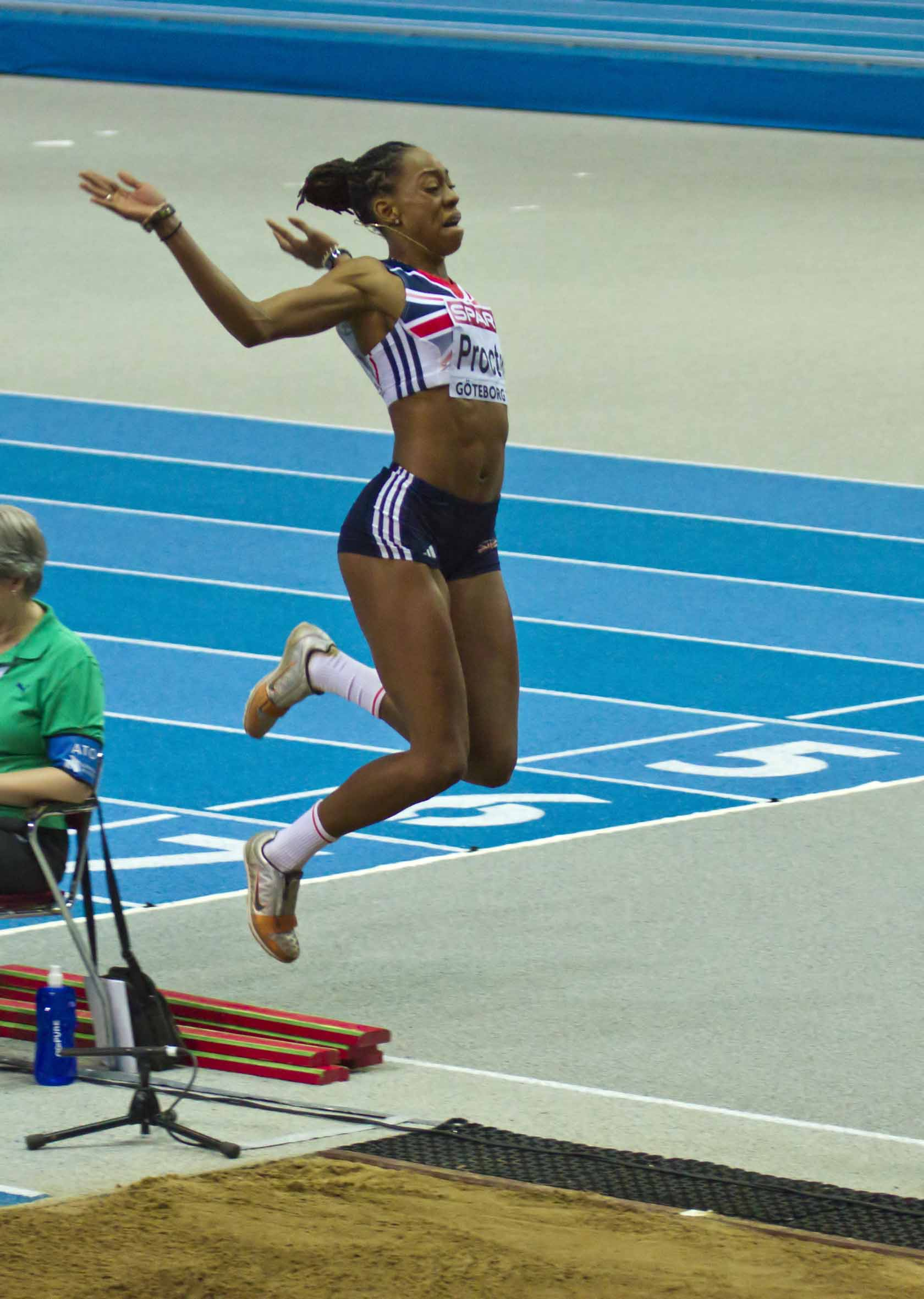
Vizeweltmeisterin Shara Proctor
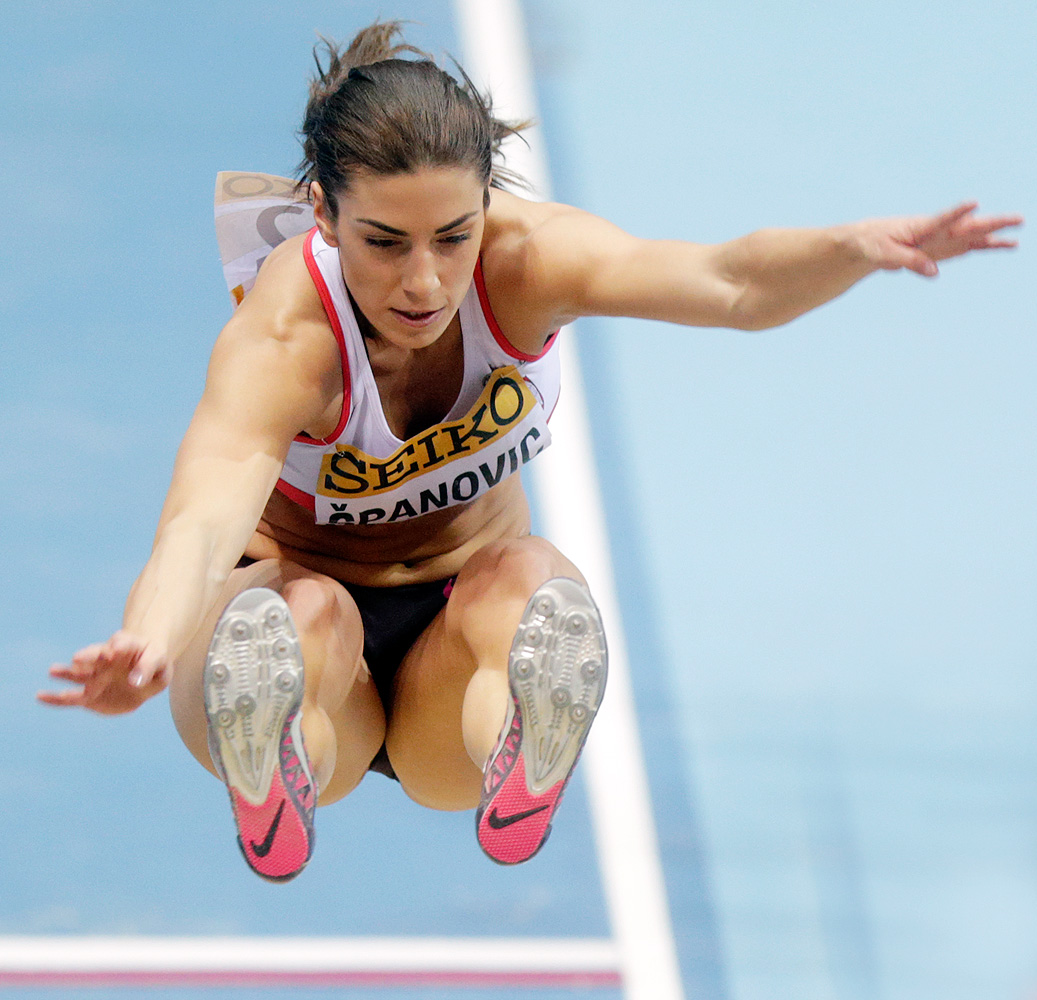
Bronzemedaillengewinnerin Ivana Španović

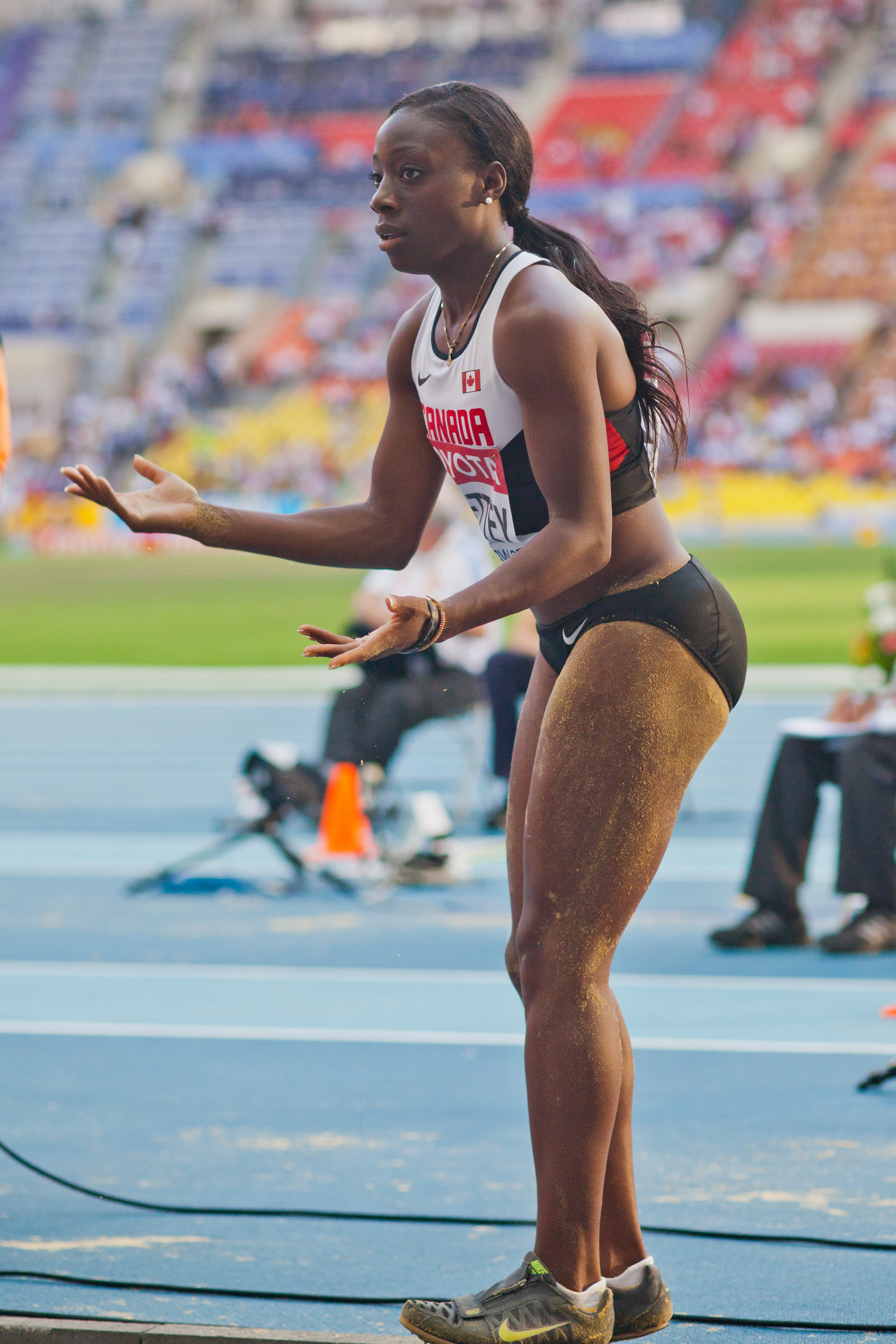
Christabel Netty kam auf den vierten Platz
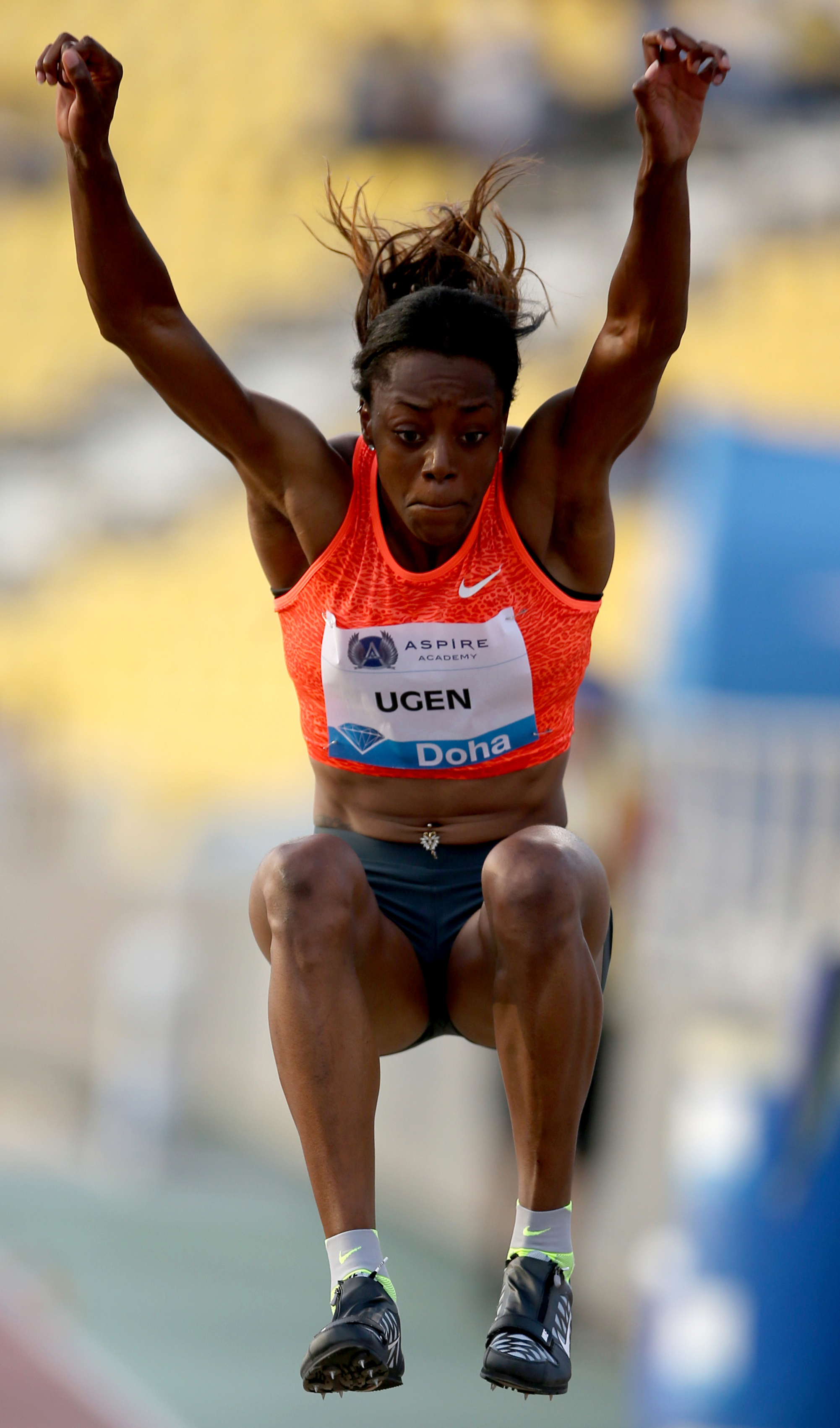
Lorraine Ugen belegte Rang fünf
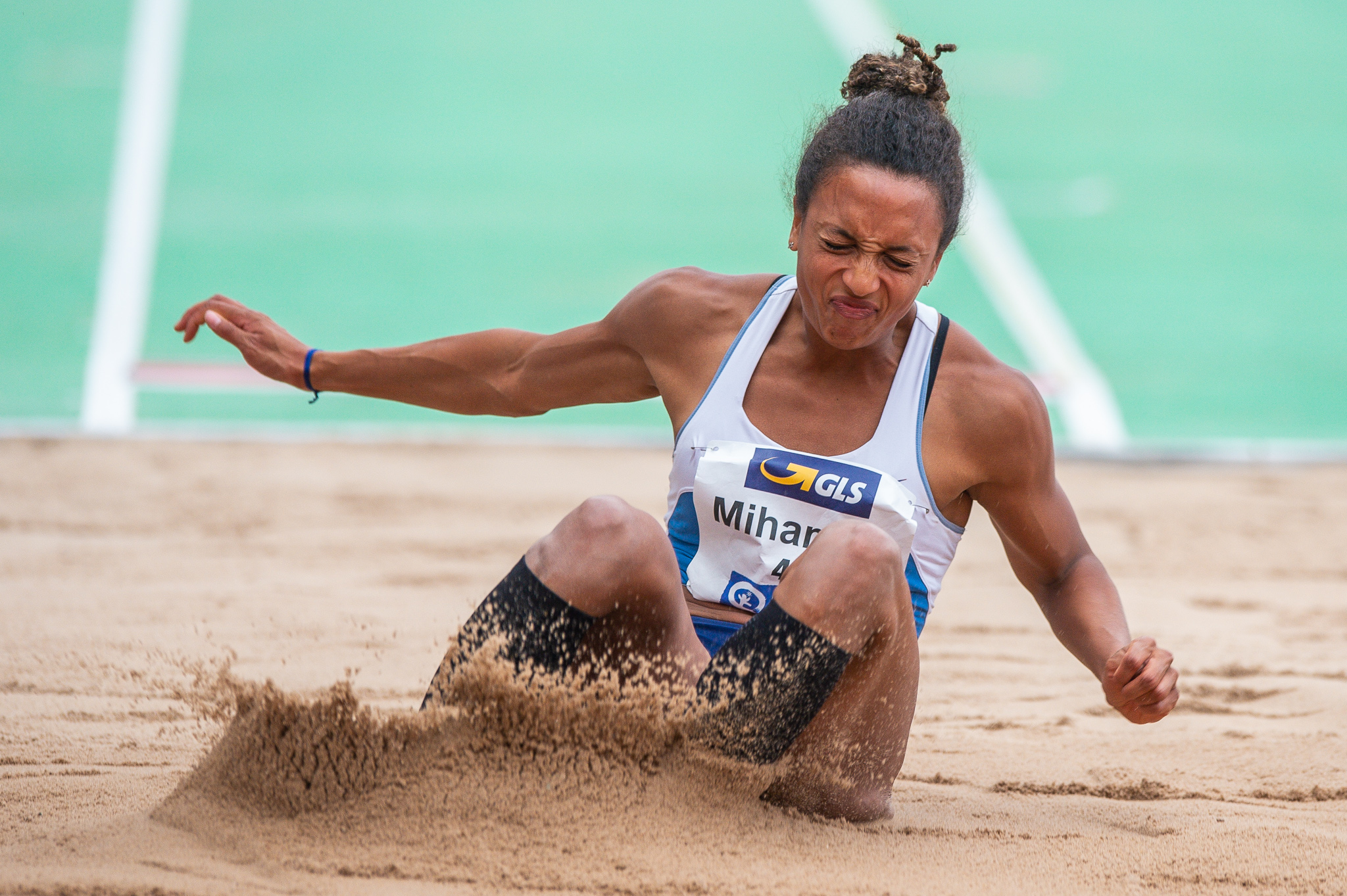
Rang sechs für Malaika Mihambo
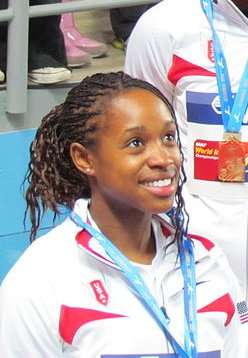
Janay DeLoach wurde Achte
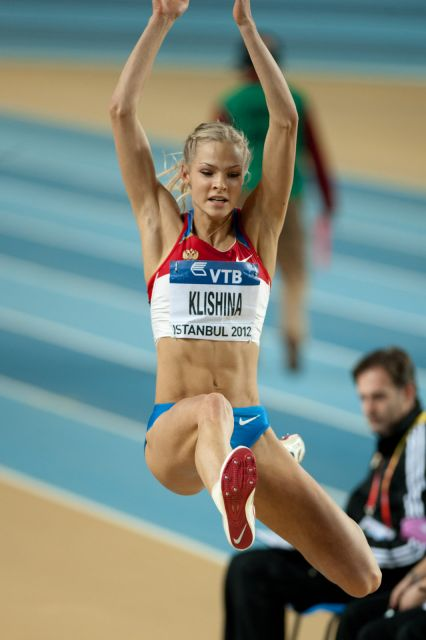
Darja Klischina erreichte den zehnten Platz
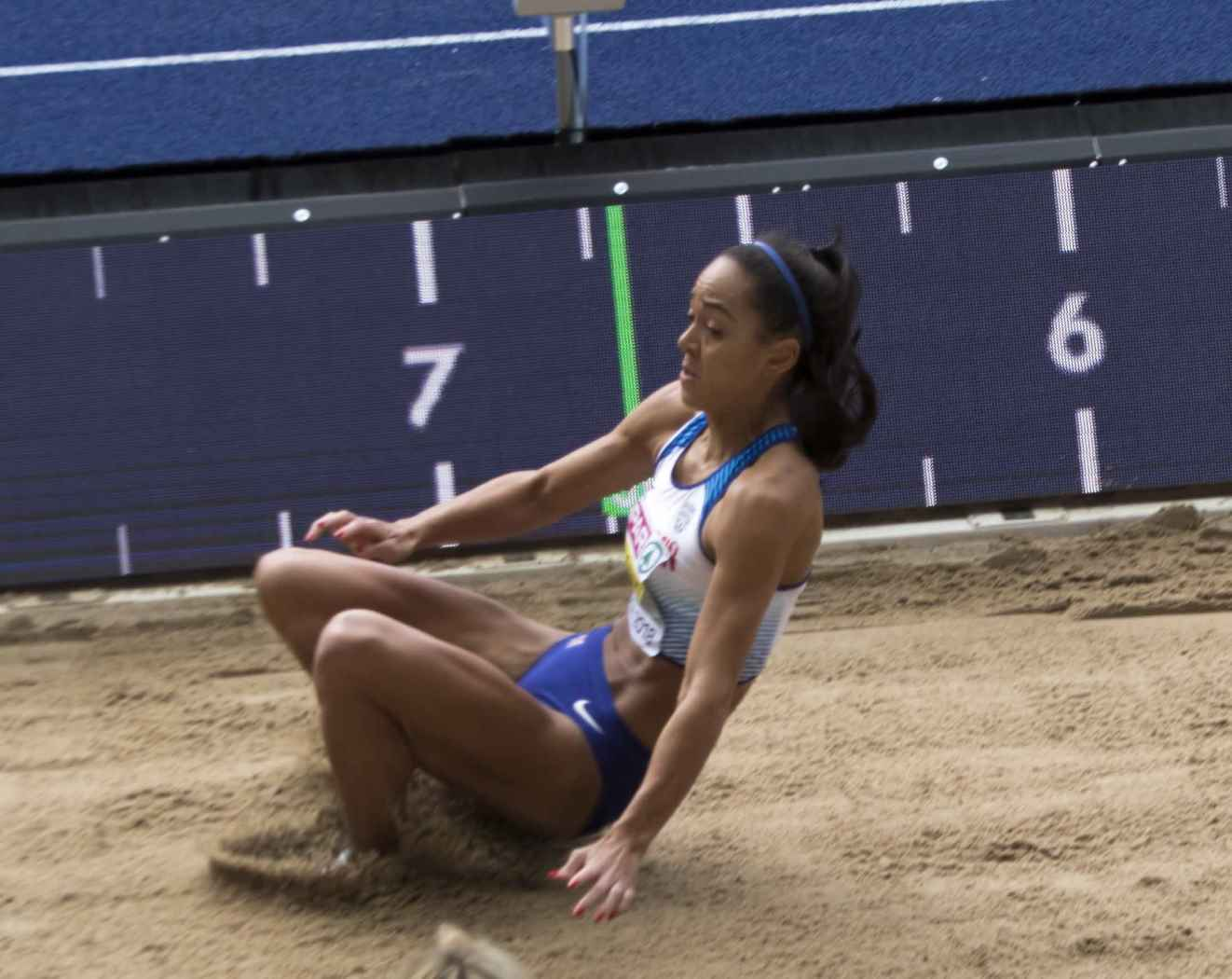
Katarina Johnson-Thompson kam auf Rang elf
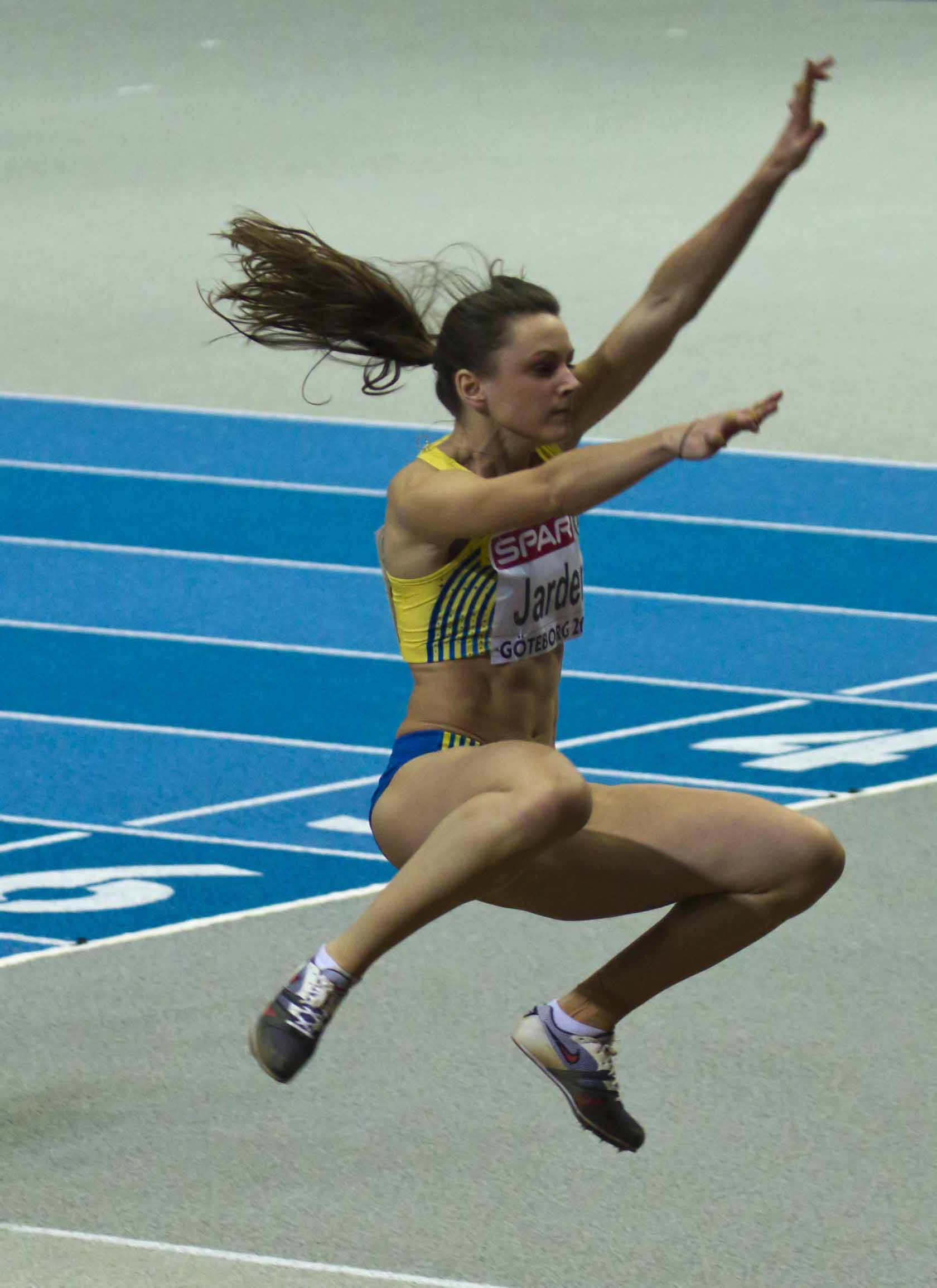
Erica Jarder belegte in diesem Finale den zwölften Platz

## Video
- 2015 Beijing – World Championship – Long Jump – Women, youtube.com, abgerufen am 22. Februar 2021